# 長島 (広島県江田島市)
長島(ながしま)は広島県江田島市にある無人島。

## 地理
能美島の親休鼻の西約0.9㎞の場所に所在する。島の北100ｍほどの場所に無人島の我島があり、干潮時には砂州で陸続きになる。これを、男女に見立てた古歌もある。当時は奈賀島とも書いた。

## 歴史
1825年の芸藩通志にはこの島が名勝として紹介されている。
1950年7月27日には島の北側の海で大型機雷が爆発する事件が発生した。これにより、漁船6隻が巻き込まれ、46人が死亡した。その犠牲者を供養するやしろが長らく本島に建てられていたが、2011年に能美島に移設された。
2014年12月20日にはテレビ新広島の長寿番組である釣りごろつられごろで本島が紹介された。ちなみに、その回の題名は「悪条件に打ち勝て！フカセで狙う！瀬戸内のチヌ」である。

## その他
現在は能美島の「さとうみ自然科学館」が夏に「夏休み自然・科学体験教室」という名前で海の生物の観察会や、鉱石ラジオの工作体験を行っている。
砕石を運搬する船の停泊地になっており、大型タンカーが長島と我島の間で停泊することがある。